# Championnat du Ghana féminin de football
Le Championnat du Ghana féminin de football est une compétition de football féminin opposant les meilleurs clubs du Ghana. 

## Historique
Créée lors de la saison 2012-2013, la compétition organisée par la Fédération du Ghana de football se divise en deux temps : les douze clubs sont séparés en deux groupes, Nord et Sud. À l'issue de cette phase de groupes, les vainqueurs des deux groupes s'affrontent en finale pour décider du champion national. Les derniers de chaque groupe sont relégués en deuxième division et tandis qu'un barrage entre les deux avant-derniers décide du troisième relégué.
Les douze clubs participant à la première édition du championnat sont :
- Cape Coast Ghatel Ladies
- Soccer Intellectuals
- Hasaacas Ladies
- Ayoola Ladies
- Immigration Ladies
- Volta Amalga Ladies
- Bolga Ghatel Ladies
- Reformers
- Lepo Ladies
- Ampem Darkoa Ladies
- Fabulous Ladies
- Ashtown Ladies.

Les Fabulous Ladies, vainqueurs de la zone nord, et les Hasaacas Ladies, vainqueurs de la zone sud, s'affrontent en finale le 6 avril 2013 à l'Accra Sports Stadium. Les Hasaacas Ladies s'imposent sur le score de 2-1. Elles remportent à nouveau le titre en 2014.

## Palmarès
| Saison    | Champions                                                                             | Vice-champions                                                                        |
| --------- | ------------------------------------------------------------------------------------- | ------------------------------------------------------------------------------------- |
| 2012-2013 | Hasaacas Ladies                                                                       | Fabulous Ladies                                                                       |
| 2013-2014 | Hasaacas Ladies                                                                       | Fabulous Ladies                                                                       |
| 2014-2015 | Hasaacas Ladies                                                                       | Ampem Darkoa                                                                          |
| 2015-2016 | Ampem Darkoa                                                                          | Hasaacas Ladies                                                                       |
| 2017      | Ampem Darkoa                                                                          | Lady Strikers                                                                         |
| 2018      | Championnat abandonné à la suite d'un scandale de corruption dans le football ghanéen | Championnat abandonné à la suite d'un scandale de corruption dans le football ghanéen |
| 2019      | Hasaacas Ladies                                                                       | Ampem Darkoa                                                                          |
| 2019-2020 | Championnat annulé en raison de la pandémie de Covid-19                               | Championnat annulé en raison de la pandémie de Covid-19                               |
| 2020-2021 | Hasaacas Ladies                                                                       | Ampem Darkoa                                                                          |
| 2021-2022 | Ampem Darkoa                                                                          | Hasaacas Ladies                                                                       |
| 2022-2023 | Ampem Darkoa                                                                          | Hasaacas Ladies                                                                       |
| 2023-2024 | Hasaacas Ladies                                                                       | Ampem Darkoa                                                                          |
| 2024-2025 | Police Ladies                                                                         | Ampem Darkoa                                                                          |

| Club            | Titres                                 | Finales |
| --------------- | -------------------------------------- | ------- |
| Hasaacas Ladies | 6 (2013, 2014, 2015, 2019, 2021, 2024) | 2       |
| Ampem Darkoa    | 4 (2016, 2017, 2022, 2023)             | 5       |
| Police Ladies   | 1 (2025)                               | 0       |
| Fabulous Ladies | 0                                      | 2       |
| Lady Strikers   | 0                                      | 1       |